# Apsilocephala longistyla
Apsilocephala longistyla är en tvåvingeart som beskrevs av Krober 1914. Apsilocephala longistyla ingår i släktet Apsilocephala och familjen Apsilocephalidae. Inga underarter finns listade i Catalogue of Life.